# Femslash
El femslash (también llamado femmeslash, girlslash, f/f slash, yuri o shōjo-ai) es una variante del slash tradicional en la fanfiction. En este tipo de historias, las protagonistas son personajes femeninos pertenecientes a otros libros, películas, series de televisión, etc. que establecen o desean relaciones lésbicas entre ellas.
El femslash solía utilizarse para definir relaciones fuera del canon. Sin embargo, con la mayor presencia de relaciones abiertamente lésbicas en los medios, actualmente se debate si cabe emplearlo para definir obras derivativas basadas en parejas canónicas (ej.: Willow y Tara en Buffy Cazavampiros, Maca y Esther de Hospital Central) o si a éstas les corresponde una definición diferente, englobada dentro de la cultura lesbiana.

## Terminología
El femslash es una forma de fanfiction en la que el autor o autora establece un vínculo lésbico entre dos (o más) personajes dados. Sin embargo, pocas veces se utiliza el concepto "fanfiction lésbica", o ninguna otra forma que incluya palabras derivadas de "lesbianismo", para defirnirlo. Los distintos fandoms han empleado múltiples términos para referirse a este tipo de ficción a través de los años, casi siempre en inglés. Diversas encuestas en la red muestran que, aunque el uso de otros términos y variaciones está bastante extendido, femslash continúa siendo la forma más utilizada.

### Femslash, femmeslash, f/f, girlslash
Habitualmente, se solía considerar que estas historias eran una vuelta de tuerca más al slash, sólo que con chicas en lugar de chicos. De ahí que, a menudo, los fanes marcasen igualmente estos relatos como slash. Sin embargo, algunas comunidades que demandaban más especificidad pusieron en auge términos como femslash (del inglés female slash, "slash femenino") o femmeslash, así como f/f slash o simplemente f/f (que utilizaba el clásico símbolo "/" para remarcar que esa historia era entre dos mujeres, o female/female). Posteriormente, y gracias en parte a fandoms como el de Harry Potter, comenzó a utilizarse girlslash, que otorga igualmente énfasis a este tipo de historias como categoría propia dentro del slash.
De la misma forma que femslash y girlslash hacen hincapié en el sexo de los personajes, también se han usado las formas boyslash, manslash y m/m slash para hacer referencia exclusivamente al slash entre hombres. Sin embargo, en general estas palabras se usan poco, y tiende a asumirse que ya hablamos de relaciones entre chicos cuando decimos slash.

### Altfic
Altfic es un término empleado por el fandom de Xena: la princesa guerrera casi en exclusiva para referirse al femslash sobre esta serie. Fue uno de los primeros términos, surgido en 1996, que definieron esta clase de relatos dentro de su comunidad. En la fanfiction de Xena, las historias se dividen entre gen (muestran una relación sólo amistosa entre sus protagonistas Xena y Gabrielle) y alt (muestran una relación amorosa entre Xena y Gabrielle). De ahí la definición de esta fanfiction como altfic, que procede de la fusión de las palabras inglesas alternate (o alternative) y fiction (ficción).

### Saffic
A partir del año 2000, varios grupos creadores de femslash potenciaron el uso del término saffic (juego de palabras con sapphic, "sáfico", y fanfic), con el objetivo de liberarse de la hegemonía de la palabra slash y tratar estas historias como una clase de fanfiction con presencia y estilo propios, no un mero "subgénero" del slash. Por lo tanto, habitualmente saffic se emplea para definir aquellas historias que demuestran una perspectiva estética lésbica más consciente y hacen de las relaciones de amor, odio, amistad, compañerismo... entre las mujeres de la ficción su objeto principal. Se ha utilizado, sobre todo, en fandoms literarios o más pequeños y en los relatos sobre personajes de Enid Blyton, como las chicas de Torres de Malory.

### Yuri
El término yuri se emplea principalmente para las historias basadas en un manga o anime. No obstante, los aficionados al yuri y al shōjo-ai también suelen llamar de esta forma a la fanfiction derivada de productos no japoneses, pero por lo general escrita por fanes del manga y el anime. Shōjo-ai se utiliza poco; yuri es el término más popular, sin que el hecho de que las historias describan o no escenas de sexo juegue un papel relevante en su denominación.

## Historia
La primera historia femslash conocida pertenecía al fandom de Star Trek. Su título era Kismet, estaba escrita por Dani Morin y fue publicada en un fanzine estadounidense sobre Star Trek en 1977. A mediados de los años ochenta, el femslash reapareció en la pequeña comunidad de fanes de Blake 7, quienes denominaban a estos fics f/f slash. Entre mediados y finales de esta década, algunos fandoms habían comenzado a desplazar su actividad a la red; se comunicaban en foros de Usenet, listas de correo y redes universitarias.